# Општина Мотошени (Бакау)
Мотошени (рум. Motoşeni) општина је у Румунији у округу Бакау.
Oпштина се налази на надморској висини од 304 m.